# Naberezhne (Raión de Odesa)
Naberezhne  (ucraniano: Набережне) es una localidad del Raión de Odesa en el Óblast de Odesa de Ucrania. Según el censo de 2001, tiene una población de 921 habitantes.